# نهر الملك (العراق)
نهر الملك من أنهار بغداد القديمة، وكان يسمى في العهد البابلي باسم نر شاري أو نار شاري أي نهر الملك، وقد عرف في العصر العباسي بنهر ملكا أو نهر الملك. ان نهر الملك كورة
واسعة ببغداد، بعد نهر عيسى، يقال: إنه يشتمل على ثلاثمائة وستين قرية، على عدد أيام السنة، وقيل: إنه حفره سليمان بن داود، وقيل: حفره الأسكندر لما خرب السواد وكذلك الصراة، ويقال: إن من حفره أقفورشاه بن بلاش وهو الذي قتله أردشير بن بابك وقام مقامه، وكان آخر ملوك النبط، ملك مائتي سنة. ويشير الادريسي: ان من نهر الملك إلى بغداد ثلاث مراحل خفاف.
كان نهر ملكا أي نهر الملك يأخذ الماء من ضفة الفرات اليسرى (الشرقية)، ويتجه شرقاً نحو دجلة بموازاة ضفته اليمنى، حتى يصب في جنوب سلوقية، وعرفت بزريران وهي اليوم تسمى (تل عمر مقابل المدائن). وذكر بارحوشا: إن نبوخذ نصر الثاني، شق حال تسلمه السلطة نهر ملكا، وشيد فوق مدينة سبار خزاناً محيطه أربعون فرسخاً وعمقه عشرون قامة (القامة تساوي ستة أقدام)، وأقام له بوابات يمكن فتحها لإرواء السهل. وكان نهر الملك يحمل الماء من الفرات إلى دجلة، أوله عند قرية الفلوجة، أسفل فوهة نهر صرصر بخمسة فراسخ، ومصبه في دجلة أسفل المدائن بثلاثة فراسخ، وكان نهر الملك معروفاً منذ الأزمنة القديمة، فلقد ذكره اليونان باسم نهر ملخا'(Malcha)، ويذكر كذلك أن على ضفاف نهر الملك مدينة يقال لها نهر الملك، عليه فيها جسر من سفن وهو طريق يعبر على طريق الكوفة، وهي على سبعة أميال جنوباً من صرصر، ومدينة نهر الملك كانت على ماذكر ابن حوقل، أكبر من صرصر، عامرة بأهلها وهي أكثر نخلاً وزرعاً وثمراً وشجراً منها. وزاد المستوفي على ذلك، انه قد كان في كورتها ثلاثمائة قرية، ولكن ذكر قبله بمئتي سنة ياقوت الحموي ان عليها ثلاثمائة وستين قرية على عدد أيام السنة. وأشار المستشرق الإنجليزي كي لسترانج إلى أربعة أنهار، أسماها الأنهار الكبيرة، وكانت صالحة لسير السفن، يحمل من الفرات إلى دجلة، وهي: نهر عيسى، ونهر صرصر، ونهر الملك، ونهر كوثى. ونهر الملك هو نهر الرضوانية في زمننا.
وقد قال فيه الشاعر معروف الرصافي:
وكان على نهر الملك عند ساباط المدائن جسر يربط مايلي الكوفة والمدائن، عرف بجسر ساباط.